# Tondabayashi
Tondabayashi (jap. 富田林市, -shi) ist eine Stadt in der Präfektur Osaka in Japan.

## Geographie
Tondabayashi liegt östlich von Sakai und südöstlich von Osaka.

## Geschichte
Tondabayashi wurde am 1. April 1950 gegründet.

## Sehenswürdigkeiten
- Nishikiori-jinja (錦織神社)
- Ryūsen-ji (龍泉寺)

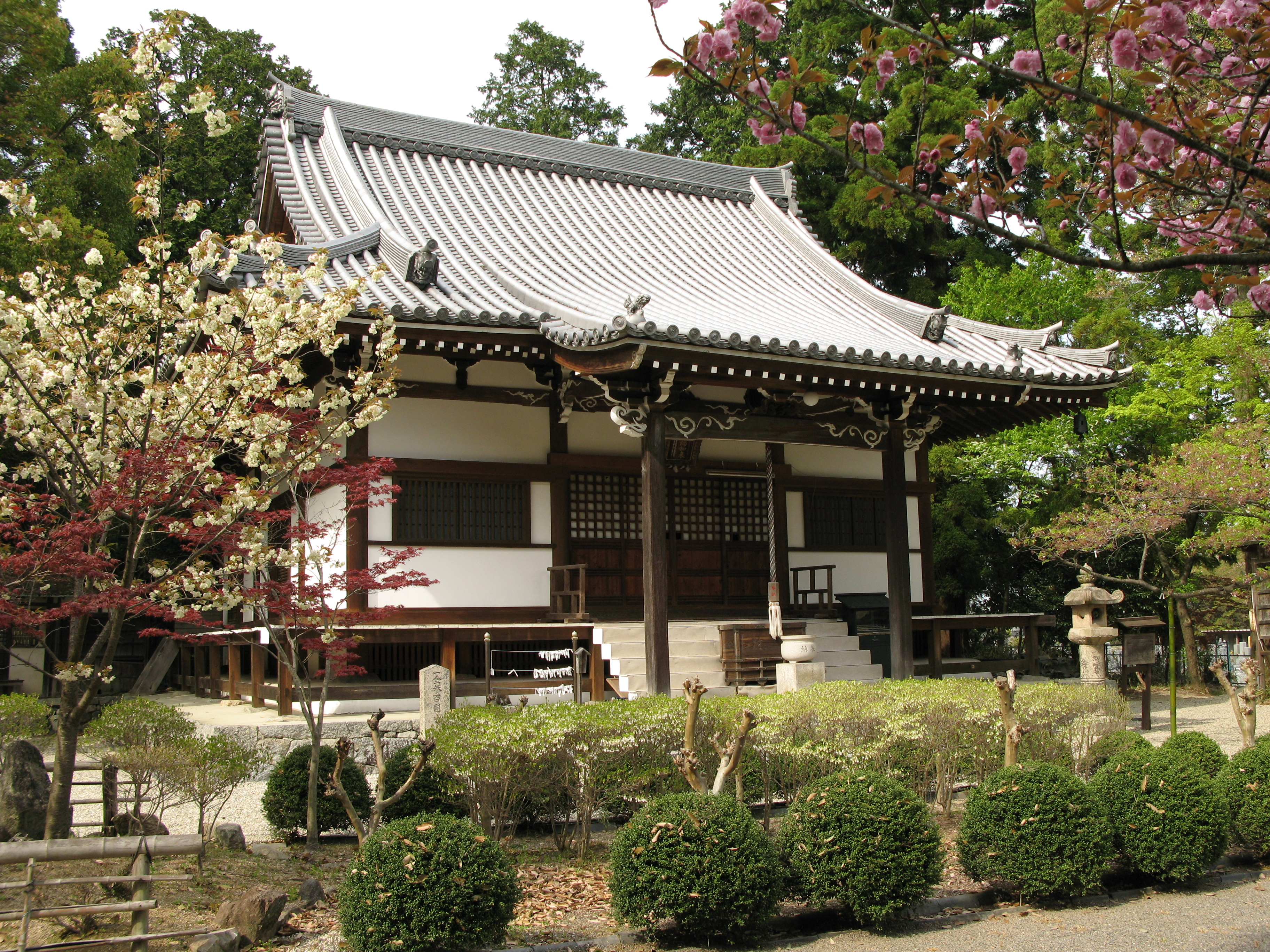
Ryūsen-ji

- Der Friedensgebetsturm Dai Heiwa Kinentō besteht seit 1970.

## Weblinks

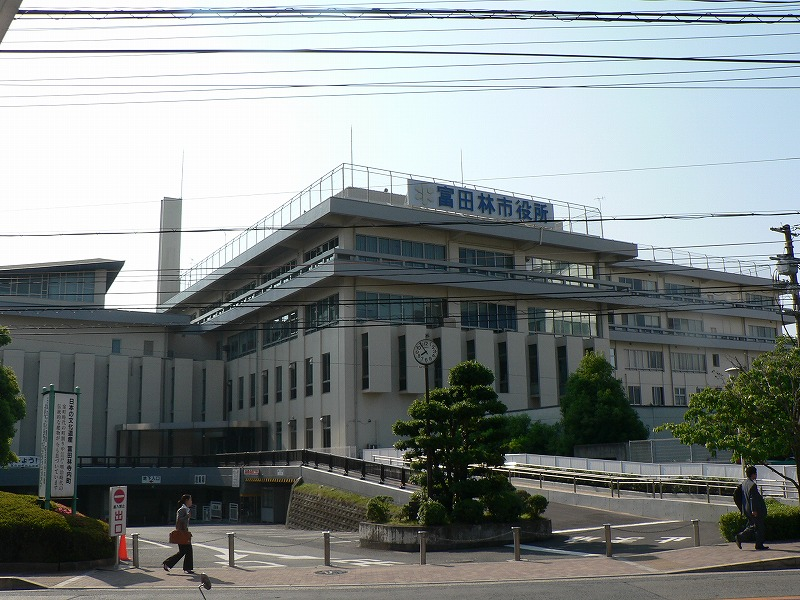
Rathaus von Tondabayashi

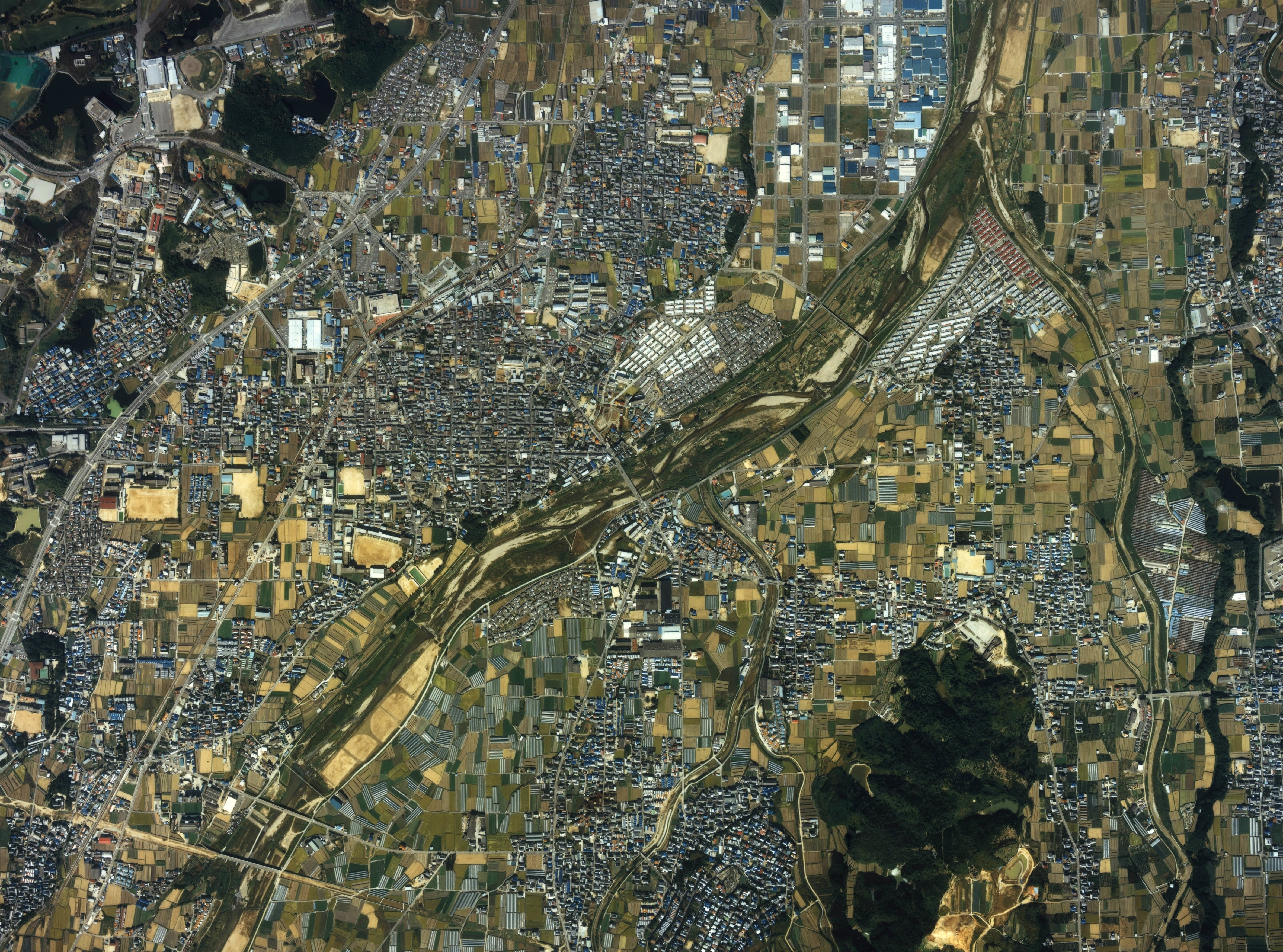
Luftaufnahme der Gegend um das Zentrum der Stadt Tondabayashi. Zusammengesetzt aus zwei Fotos aus dem Jahr 1985

## Verkehr
- Zug
  - Kintetsu-Nagano-Linie

- Straße:
  - Nationalstraße 26, 170, 309

## Angrenzende Städte und Gemeinden
- Sakai
- Kawachinagano
- Osakasayama
- Habikino

## Persönlichkeiten
- Noriaki Fujimoto (* 1989), Fußballspieler
- Sō Hirao (* 1996), Fußballspieler
- Kiyoshi Nakatani (* 1991), Fußballspieler
- Ryūsei Saitō (* 1994), Fußballspieler
- Shūsuke Sakamoto (* 1993), Fußballspieler